# Thompson (Pensilvania)
Thompson es un borough ubicado en el condado de Susquehanna en el estado estadounidense de Pensilvania. En el año 2000 tenía una población de 299 habitantes y una densidad poblacional de 262.4 personas por km².

## Geografía
Thompson se encuentra ubicado en las coordenadas 41°51′44″N 75°30′57″O / 41.86222, -75.51583.

## Demografía
Según la Oficina del Censo en 2000 los ingresos medios por hogar en la localidad eran de $26,250 y los ingresos medios por familia eran $31,635. Los hombres tenían unos ingresos medios de $25,938 frente a los $20,357 para las mujeres. La renta per cápita para la localidad era de $11,896. Alrededor del 25.1% de la población estaba por debajo del umbral de pobreza.